# 雅虎财经
雅虎财经（奇摩股市）是雅虎旗下的媒体资产。它提供财经新闻、数据和评论，包括股票报价、新闻稿、财务报告和原创内容。它还提供一些用于个人财务管理的在线工具。除了发布来自其他网站的付费合作伙伴内容外，它还发布其记者团队的原创故事。它在SimilarWeb最大的新闻和媒体网站排行榜上排名第20位。
2017年，雅虎财经添加了查看有关加密货币的新闻的功能。截止2022年，雅虎财经提供9,000多种加密货币的实时报价，包括比特币和以太坊。
雅虎财经视频内容可以通过联网电视和设备提供，包括Apple TV、Samsung TV Plus、Roku和YouTube等都可以收看其视频内容。
雅虎财经还提供应用程序编程接口，用于获取公司及股票信息。